# Kamila Salwerowicz
Kamila Salwerowicz (ur. 26 października 1981 w Bolesławcu) – polska aktorka teatralna i filmowa.
Absolwentka Państwowej Szkoły Muzycznej I stopnia w Bolesławcu i łódzkiej filmówki (dyplom 2005). Aktorka Teatru Nowego im. K. Dejmka w Łodzi.

## Role teatralne
- Na dnie Gorkiego – Nastka
- Swidrygajłow na podstawie Zbrodni i kary Dostojewskiego – Dunia
- Choroba młodości Brucknera – Maria
- Rozbity dzban Kleista – Ewa
- Kac Walczaka – Dziewczyna z Palcem
- Królewicz i żebrak Wiktorowicza, na podstawie Księcia i żebraka Twaina
- Don Juan Moliera – Karolka
- Brygada szlifierza Karhana Káňi
- Król Duch Słowackiego
- Pastorałka Schillera – Aniołek / Anioł pokoju
- Mord Levina
- Pippi Långstrump Lindgren – Pippi
- Krople wody na rozpalone kamienie Fassbindera – Anna
- Hotel Savoy Rotha
- Shitz Levina – Szeprahci
- Samuel Zborowski Słowackiego – Małpa; również asystent reżysera
- aktorka Impro Atak!

## Filmografia
- 2001: Wiedźmin – kapłanka
- 2002: Wiedźmin (odc. 9, 10) – kapłanka
- 2002: Oswojenie
- 2002–2008: Samo życie – zakonnica w zakonie, w którym służy siostra Matylda
- 2003–2014: Na Wspólnej – Wanda Brożek
- 2005: Ucieczka
- 2005: Rodzina zastępcza (odc. 220) – Kaśka, przyjaciółka Majki
- 2005, 2007, 2008: M jak miłość (odc. 326) – studentka Norberta Wojciechowskiego; (odc. 570, 579) – sekretarka mecenasa Liberackiego
- 2005: Egzamin z życia (odc. 31) – „Blondyna”, fanka „Perkoza”
- 2006: Fałszerze – powrót Sfory (odc. 10)
- 2006–2007: Pogoda na piątek (seria II)
- 2006–2007: Klan – trzy role: pracownica banku; rejestratorka w przychodni; Renata, pracownica banku
- 2007: Zwierciadło
- 2007: Synki – policjantka
- 2007: Pustostan
- 2007: Plebania (odc. 956)
- 2007: Mamuśki (odc. 7) – Marzenka
- 2007: Faceci do wzięcia (odc. 53)
- 2007: Egzamin z życia (odc. 77, 78) – pielęgniarka
- 2008: Wydział zabójstw (odc. 2) – prostytutka Baśka „Weronika”
- 2008: Teraz albo nigdy! (odc. 18) – zakonnica
- 2008, 2011: Na dobre i na złe (odc. 355) – Basia, asystentka profesora Trzaski; (odc. 457) – opiekunka Krzysia
- 2008–2009: BrzydUla – kwiaciarka
- 2009: Plebania (odc. 1358, 1359, 1360) – sekretarka
- 2009: Miłość na wybiegu
- 2009: Aria dla szatniarza – Bogusia
- 2010: Ostatni dzień lata – matka
- 2010: Non sono pronto
- 2010: K.
- 2011: Operacja jasnowidz – bohaterka
- 2013: Komisarz Alex (odc. 30) – Nina, opiekunka Bartka